# 충주 석씨
충주 석씨(忠州 石氏)는 충청북도 충주시를 본관으로 하는 한국의 성씨이다. 시조 석린(石隣)은 고려 의종 때의 경인난(庚寅亂)에 이의방(李義方)에 의해 서경낭장(西京朗將)으로 발탁되었고, 1176년(고려 명종 6년) 상장군(上將軍), 동서북면병마사(東西北面兵馬使)에 오른 뒤 예성군(蘂城君)에 봉해졌다.

## 역사
시조 석린(石隣)은 고려 의종, 명종 때에 무인이다. 그는 고려 의종 때의 경인난(庚寅亂)에 이의방(李義方)에 의해 서경낭장(西京朗將)으로 발탁되었고, 1176년(고려 명종 6)에는 두경승(杜慶升)을 따라 조위총(趙位寵)의 반란을 평정한 공로가 인정되어 상장군(上將軍), 동서북면병마사(東西北面兵馬使)에 올랐다. 그 뒤 예성군(蘂城君)에 봉해져 후손들이 충주(忠州)를 본관으로 삼아 세계를 이어오고 있다.
석린의 6세손 석양선(石良善)은 부인 최씨(崔氏)가 태조(太祖) 이성계의 이모인 관계로 조선이 개국(開國)되자 홍양부원군(洪陽府院君)에 추봉되다. 석양선의 손자 석수명(石壽明)은 한성판윤(漢城判尹)을 지내고 홍주(洪州)로 분관(分貫)했다.
석수명의 동생 석여명(石汝明)은 1374년(고려 공민왕 23) 성균관 생원에 을과로 급제하여 주서(注書)를 지냈으나 고려의 멸망과 함께 두문불출하였다. 조선이 개국된 후 태종(太宗)이 집현전제학을 내려 주었음에도 응하지 않았으며, 사후 좌찬성(左贊成)에 추증되었다.
석여명(汝明)의 아들 석문성(石文成, ？ ∼ 1380년)은 1364년(공민왕 13) 판개성부사(判開城府使)로 있을 때, 왜구가 착량(窄梁)에 침입하자 밀직부사(密直副使) 변안렬(邊安烈)과 함께 이를 물리쳐 예성군(芮城君)에 봉해졌다. 그러나 이듬해 신돈(辛旽)의 무고(誣告)로 장암(長巖)에 유배되고 가산(家産)은 몰수되었다가 뒤에 풀려나 삼사우사(三司右使)에 올랐다. 1377년(우왕 3) 왜구가 수안(守安)·통진(通津)·동성(童城) 등지에 침입하였을 때 최영(崔瑩) 등과 함께 원수(元帥)로 출전하여 이를 방어하였다.

## 인물
- 석수민(石受珉, 1077년 ∼ 1160년) : 아버지는 검교대장군(檢校大將軍) 석신(石信)이다. 거주지는 경기도 개성(開成)이다. 1105년(고려 숙종 10) 판강신호위 제일대정(判羗神虎衛第一隊正) 등을 역임하였다. 1145년(고려 인종 23년)에는 예빈랑(禮賓郞) 응양군대장군(鷹揚軍大將軍) 겸 태자좌감문수부수(兼太子左監門率府率)에 제수되었다.

- 석주(石胄) : 고려 충렬왕조에 밀직부사(密直副使)를 지냈다. 아들 석천보(天補)·석천경(天卿)과 함께 충렬왕(忠烈王)의 총애를 받게 되자 교만과 횡포가 지나쳐서 많은 사람들로부터 손가락질을 받았다고 한다. 1303년(충렬왕 29) 김세(金世)가 원나라 중서성(中書省)에 석주 일당이 충렬왕을 받들어 섬으로 도망하기 위하여 배를 만들며 양식을 비축한다고 고소함으로써 원나라에서 파견된 단사관(斷事官) 티무르부카(帖木兒不花)에 의하여 아들들과 함께 연경(燕京)으로 압송되었다. 이곳에서 김세와 대질한 결과 죄가 입증되어 가산(家産)은 적몰(籍沒)되고, 아들들과 함께 장류(杖流)되었다.

- 석천보(石天補) : 밀직부사(密直副使) 석주(石胄)의 아들. 내료(內僚)로서 아우인 천경(天卿)과 더불어 성색(聲色)으로써 충렬왕(忠烈王)의 총애를 받았다. 관현방(管絃坊)의 대악(大樂)과 재인(才人)이 부족하다 하여 행신(倖臣)들을 각 도로 보내어 관기(官妓)로서 인물과 재예(才藝)가 있는 자를 뽑았다. 또 도성 안의 관비(官婢)나 무당으로 노래와 춤에 능한 자를 선발하여 궁중에 입적(入籍)시켜 비단옷을 입히고 말총모자를 씌워 남장(男裝)을 한 뒤 이들과 가무(歌舞)를 일삼으며 막대한 비용을 썼다. 1303년(충렬왕 29) 충렬왕을 호위하여 섬으로 피하였으나, 원나라를 배척하려 한다는 김세(金世)의 고소로 안서(安西)로 장류(杖流)되었다.

- 석천경(石天卿) : 석천보의 동생. 충렬왕(忠烈王)의 총애를 받았으나, 1303년 김세(金世)가 반역 음모를 참소하자 그에 연루되어 아버지와 형 천보와 함께 연경(燕京)에 압송된 뒤 안서(安西)로 유배되었다.

- 석수명(石壽明) : 한성판윤(漢城判尹)

- 석여명(石汝明) : 호는 화원(花園). 고려 후기인 1374년(공민왕 23) 성균관 생원에 을과로 급제하여 주서(注書)를 지냈으나 고려의 멸망과 함께 두문불출하였다. 조선이 개국한 후 태종(太宗)이 집현전제학을 내려 주었음에도 응하지 않고 학문 연구에만 전심하였다. 사후에 태종이 충청북도 충주시 수의산(守義山) 회문동(回文洞)에 안치하고, 좌찬성(左贊成)에 추증하였다

- 석문성(石文成, ？ ∼ 1380년) : 좌찬성(左贊成) 석여명(汝明)의 아들. 1364년(공민왕 13) 판개성부사(判開城府使)로 있을 때, 왜구가 착량(窄梁 : 지금의 경기도 수원)에 침입하자 밀직부사(密直副使) 변안렬(邊安烈)과 함께 이를 물리쳐 예성군(芮城君)에 봉해졌다. 그러나 이듬해 신돈(辛旽)의 무고(誣告)로 장암(長巖 : 지금의 충청남도 서천)에 유배되고 가산(家産)은 몰수되었다. 뒤에 풀려나 삼사우사(三司右使)가 되었으며, 1377년(우왕 3) 왜구가 수안(守安 : 지금의 경기도 김포시 양촌면)·통진(通津 : 지금의 경기도 김포시 월곶면)·동성(童城 : 지금의 경기도 김포시 하성면) 등지에 침입하였을 때 최영(崔瑩) 등과 함께 원수(元帥)로 출전하여 이를 방어하였다.[4]

- 석재준(石載俊, 1866년 ∼ 1945년) : 자는 경수(慶秀), 호는 소계(小溪)이다. 학문이 탁월하여 『경학원문목』과 같은 작품을 저술하였으며, 『충주홍주석씨세보(忠州洪州石氏世譜)』의 서문을 쓰기도 하였다. 문집으로 『소계선생문집(小溪先生文集)』이 전해진다.

- 석진형(石鎭衡, 1877년 ∼ 1946년) : 구한말 법률가·일제강점기의 관료.

- 석성국(石成國, ? ~ 1895년) : 조선 말기 의병. 1895년 일본군이 명성황후(明成皇后)를 시해한 을미사변(乙未事變)이 일어나자, 청주(淸州)에서 한봉수(韓鳳洙)와 함께 의병을 일으키고 참모장으로 활동하였다. 그러다 뒤에 일본군을 염탐하기 위해 홀로 적중(敵中)으로 들어갔다가 붙잡혔으나, 자결하였다.

- 석창문(石昌文, 1885년 ∼ 1908년) : 구한말 의병. 1907년 고종황제(高宗皇帝)의 양위 문제와 군대해산 문제로 의병이 일어나자 이에 가담하여, 속리산 싸움에서 앞장서 싸웠는데 일본군을 많이 죽였다. 1908년 군무(軍務)로 혼자 오대산(五臺山)으로 가던 중에 일본군에게 포위되었으나, 끝까지 싸우다 체포되었다. 의병군의 소재를 묻는 고진 고문에도 굴하지 않고 끝까지 항거하다 스스로 혀를 깨물고 죽었다.

## 과거 급제자
고려 문과
석여명(石汝明)
문과
석기곤(石基坤) 석방진(石邦珍) 석종진(石宗珍)
무과
석계근(石戒謹) 석계신(石戒信) 석계욱(石啓郁) 석광득(石光得) 석구하(石龜夏)
석기명(石璣明) 석기삼(石起三) 석대운(石大雲) 석도제(石道濟) 석두만(石斗滿)
석만찬(石萬贊) 석만채(石萬采) 석문오(石文五) 석옥주(石玉柱) 석우영(石遇榮)
석유형(石有衡) 석익득(石益得) 석입암(石立嵓) 석잠암(石岑巖) 석지암(石之巖)
석지해(石之海) 석춘옥(石春玉) 석태연(石泰淵) 석흥민(石興敏) 석흥복(石興福)
생원시
석관민(石冠岷) 석재성(石再星) 석지강(石知剛) 석치윤(石致潤)
진사시
석도주(石道周) 석응선(石應璿) 석진우(石鎭宇) 석찬제(石燦齊) 석치강(石致康)
음관
석기곤(石基坤)

## 항렬자
| 25世   | 26世   | 27世          | 28世          | 29世                    | 30世          | 31世   | 32世 | 33世 | 34世 | 35世 |
| ------ | ------ | ------------- | ------------- | ----------------------- | ------------- | ------ | ---- | ---- | ---- | ---- |
| 정(楨) | 병(炳) | 균(均) 원(源) | 진(鎭) 현(鉉) | 순(淳) 환(煥) 영(永) 홍 | 주(柱) 균(均) | 정(鼎) |      |      |      |      |

## 문화재
- 영주 강동리 충주석씨재사(榮州 江東里 忠州石氏齋舍) - 경상북도의 문화재자료 제571호[5]
- 태종 왕지 석여명 검교 한성윤

## 인구
- 1985년 8,138가구 33,462명
- 2000년 11,011가구 35,461명
- 2015년 충주 석씨 41,802명 + 홍주 석씨 1,009명 = 42,811명

## 같이 보기
- 의혜왕후
- 광주 석씨
- 해주 석씨